# Dolichopelma pusilla
Dolichopelma pusilla är en tvåvingeart som först beskrevs av Jean-Jacques Kieffer 1918.  Dolichopelma pusilla ingår i släktet Dolichopelma och familjen fjädermyggor.
Artens utbredningsområde är Polen. Inga underarter finns listade i Catalogue of Life.